# Ançac
Ançac sus Vinhana (en francès Ansac-sur-Vienne) és un municipi francès situat al departament del Charente i a la regió de la Nova Aquitània. L'any 2007 tenia 815 habitants.

## Demografia

### Població
El 2007 la població de fet d'Ansac-sur-Vienne era de 815 persones. Hi havia 369 famílies de les quals 107 eren unipersonals (67 homes vivint sols i 40 dones vivint soles), 151 parelles sense fills, 99 parelles amb fills i 12 famílies monoparentals amb fills.
La població ha evolucionat segons el següent gràfic:
Habitants censats

### Habitatges
El 2007 hi havia 464 habitatges, 371 eren l'habitatge principal de la família, 41 eren segones residències i 52 estaven desocupats. 451 eren cases i 13 eren apartaments. Dels 371 habitatges principals, 297 estaven ocupats pels seus propietaris, 66 estaven llogats i ocupats pels llogaters i 7 estaven cedits a títol gratuït; 1 tenia una cambra, 6 en tenien dues, 56 en tenien tres, 113 en tenien quatre i 195 en tenien cinc o més. 277 habitatges disposaven pel capbaix d'una plaça de pàrquing. A 154 habitatges hi havia un automòbil i a 174 n'hi havia dos o més.

### Piràmide de població
La piràmide de població per edats i sexe el 2009 era:
| Homes | Edats   | Dones |
| ----- | ------- | ----- |
| 0     | 95 o +  | 0     |
| 0     | 90 a 94 | 0     |
| 0     | 85 a 89 | 12    |
| 4     | 80 a 84 | 8     |
| 20    | 75 a 79 | 36    |
| 44    | 70 a 74 | 28    |
| 12    | 65 a 69 | 32    |
| 12    | 60 a 64 | 8     |
| 12    | 55 a 59 | 16    |
| 32    | 50 a 54 | 36    |
| 32    | 45 a 49 | 28    |
| 12    | 40 a 44 | 40    |
| 44    | 35 a 39 | 20    |
| 32    | 30 a 34 | 36    |
| 16    | 25 a 29 | 20    |
| 20    | 20 a 24 | 24    |
| 36    | 15 a 19 | 20    |
| 28    | 10 a 14 | 28    |
| 24    | 5 a 9   | 32    |
| 8     | 0 a 4   | 16    |

## Economia
El 2007 la població en edat de treballar era de 519 persones, 375 eren actives i 144 eren inactives. De les 375 persones actives 355 estaven ocupades (194 homes i 161 dones) i 21 estaven aturades (7 homes i 14 dones). De les 144 persones inactives 70 estaven jubilades, 42 estaven estudiant i 32 estaven classificades com a «altres inactius».

### Ingressos
El 2009 a Ansac-sur-Vienne hi havia 376 unitats fiscals que integraven 846 persones, la mediana anual d'ingressos fiscals per persona era de 16.242 €.

### Activitats econòmiques
Dels 26 establiments que hi havia el 2007, 1 era d'una empresa alimentària, 1 d'una empresa de fabricació d'altres productes industrials, 3 d'empreses de construcció, 9 d'empreses de comerç i reparació d'automòbils, 2 d'empreses de transport, 2 d'empreses d'hostatgeria i restauració, 3 d'empreses immobiliàries, 3 d'empreses de serveis i 2 d'empreses classificades com a «altres activitats de serveis».
Dels 8 establiments de servei als particulars que hi havia el 2009, 2 eren tallers de reparació d'automòbils i de material agrícola, 2 guixaires pintors, 1 lampisteria, 1 perruqueria i 2 restaurants.
Dels 4 establiments comercials que hi havia el 2009, 1 era un supermercat, 1 una fleca, 1 una carnisseria i 1 una botiga de mobles.
L'any 2000 a Ansac-sur-Vienne hi havia 45 explotacions agrícoles que ocupaven un total de 1.794 hectàrees.

## Equipaments sanitaris i escolars
L'únic equipament sanitari que hi havia el 2009 era una farmàcia.
El 2009 hi havia 1 escola maternal integrada dins d'un grup escolar amb les comunes properes formant una escola dispersa i 1 escola elemental integrada dins d'un grup escolar amb les comunes properes formant una escola dispersa.

## Poblacions més properes
El següent diagrama mostra les poblacions més properes.